# Kabupaten Sumbawa Barat
Kabupaten Sumbawa Barat (engelska: West Sumbawa Regency) är ett kabupaten i Indonesien.   Det ligger i provinsen Nusa Tenggara Barat, i den sydvästra delen av landet, 1 100 km öster om huvudstaden Jakarta. Antalet invånare är 114 951. Arean är 1 637 kvadratkilometer.
Terrängen i Kabupaten Sumbawa Barat är kuperad åt sydväst, men åt nordost är den bergig.